# Fifa Confederations Cup 1997
Fifa Confederations Cup 1997 var första gången Fifa arrangerade turneringen, som tidigare spelats som "King Fahd Cup", vilket skedde 1992 och 1995. Denna gång avgjordes Confederations Cup i Saudiarabien 12–21 december, 1997. Brasilien vann turneringen, genom att i finalmatchen besegra Australien med 6-0. I och med detta blev Brasilien först att vara regerande mästare i de två stora FIFA-turneringarna, VM 1994 och Confederations Cup 1997, liksom konfederationsmästare vilket Brasilien blev med slutsegern i Copa América 1997. Detta har senare bara gjorts av Frankrike, som vann Fifa Confederations Cup 2001 och VM 1998, samt Brasilien igen i och med segern i Fifa Confederations Cup 2005 och VM 2002.

## Kvalificerade lag

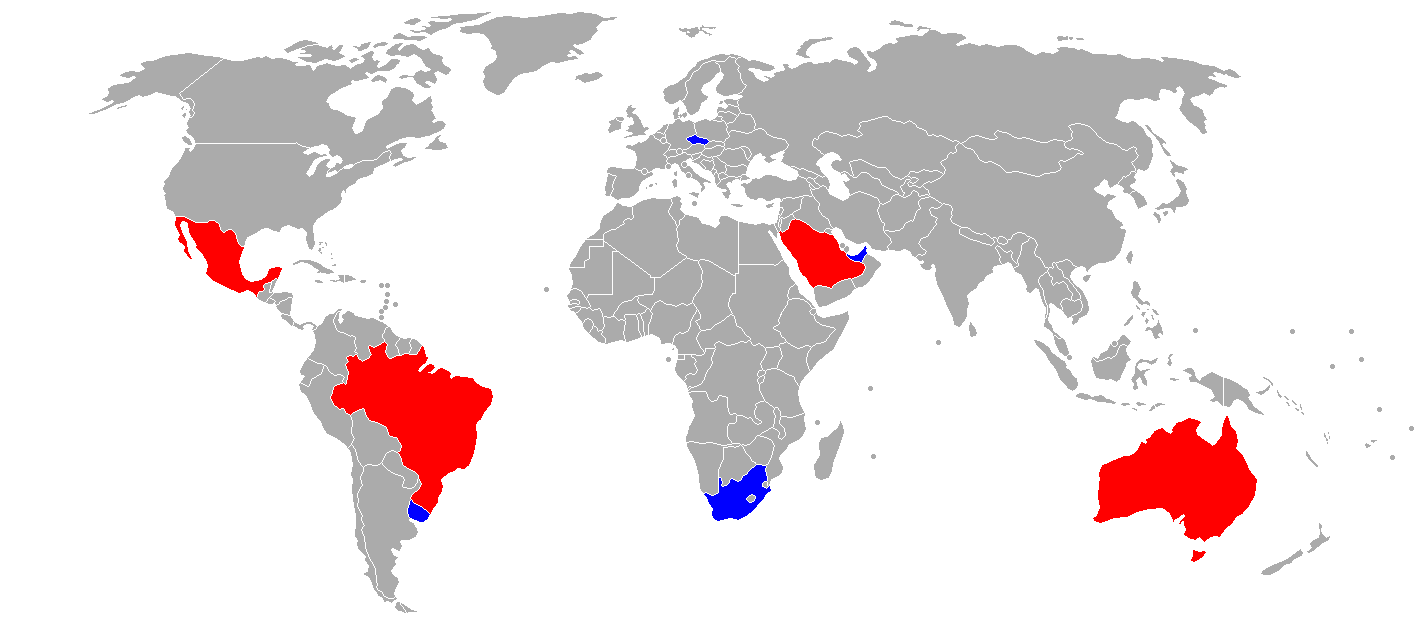
Deltagande lag i King Fahd Cup 1997

| Federation | Kvalificerade lag     | Kvalturnering                                    |
| ---------- | --------------------- | ------------------------------------------------ |
| AFC        | Förenade arabemiraten | Silvermedaljörer vid asiatiska mästerskapet 1996 |
| AFC        | Saudiarabien          | Värdnation                                       |
| Caf        | Sydafrika             | Afrikanska mästare 1996                          |
| Concacaf   | Mexiko                | CONCACAF Gold Cup 1996                           |
| Conmebol   | Brasilien             | Världsmästare 1994                               |
| Conmebol   | Uruguay               | Sydamerikanska mästare 1995                      |
| OFC        | Australien            | Oceaniska mästare 1996                           |
| Uefa       | Tjeckien              | Silvermedaljör vid europamästerskapet 1996       |

Noteringar
1. ↑  De asiatiska mästarna Saudiarabien var redan kvalificerat som värdland
2. ↑  Tyskland vann Europamästerskapet 1996, men tackade nej till medverkan i turneringen

## Spelorter
Samtliga matcher spelades i King Fahd International Stadium i Riyadh. Arenan byggdes 1987 och har en publikkapacitet på 67 000 åskådare.

## Spelartrupper
Vardera lag fick bestå av maximalt 21 spelare.

## Gruppspel

### Grupp A
| Nr | Lag          | S | V | O | F | GM | IM | MS | P |
| -- | ------------ | - | - | - | - | -- | -- | -- | - |
| 1  | Brasilien    | 3 | 2 | 1 | 0 | 6  | 2  | +4 | 7 |
| 2  | Australien   | 3 | 1 | 1 | 1 | 3  | 2  | +1 | 4 |
| 3  | Mexiko       | 3 | 1 | 0 | 2 | 8  | 6  | +2 | 3 |
| 4  | Saudiarabien | 3 | 1 | 0 | 2 | 1  | 8  | −7 | 3 |

|           | 12 december | Saudiarabien | 0 – 3   | Brasilien                          | King Fahd International Stadium                           |                                                           |
| 16:15 AST | 16:15 AST   |              | Rapport | César Sampaio 65′ Romário 73′, 80′ | Riyadh Publik: 80 000 Domare: Nikolai Levnikov (Ryssland) | Riyadh Publik: 80 000 Domare: Nikolai Levnikov (Ryssland) |
| 16:15 AST | 16:15 AST   |              |         |                                    | Riyadh Publik: 80 000 Domare: Nikolai Levnikov (Ryssland) | Riyadh Publik: 80 000 Domare: Nikolai Levnikov (Ryssland) |
| 16:15 AST | 16:15 AST   |              |         |                                    | Riyadh Publik: 80 000 Domare: Nikolai Levnikov (Ryssland) | Riyadh Publik: 80 000 Domare: Nikolai Levnikov (Ryssland) |

|           | 12 december | Mexiko               | 1 – 3   | Australien                     | King Fahd International Stadium                           |                                                           |
| 19:00 AST | 19:00 AST   | Hernández 80′ (str.) | Rapport | Viduka 45′ Aloisi 59′ Mori 90′ | Riyadh Publik: 15 000 Domare: Pirom Un-Prasert (Thailand) | Riyadh Publik: 15 000 Domare: Pirom Un-Prasert (Thailand) |
| 19:00 AST | 19:00 AST   |                      |         |                                | Riyadh Publik: 15 000 Domare: Pirom Un-Prasert (Thailand) | Riyadh Publik: 15 000 Domare: Pirom Un-Prasert (Thailand) |
| 19:00 AST | 19:00 AST   |                      |         |                                | Riyadh Publik: 15 000 Domare: Pirom Un-Prasert (Thailand) | Riyadh Publik: 15 000 Domare: Pirom Un-Prasert (Thailand) |

|           | 14 december | Saudiarabien | 0 – 5   | Mexiko                                     | King Fahd International Stadium                      |                                                      |
| 17:50 AST | 17:50 AST   |              | Rapport | Palencia 20′, 62′ Blanco 68′, 76′ Luna 75′ | Riyadh Publik: 60 000 Domare: Ian McLeod (Sydafrika) | Riyadh Publik: 60 000 Domare: Ian McLeod (Sydafrika) |
| 17:50 AST | 17:50 AST   |              |         |                                            | Riyadh Publik: 60 000 Domare: Ian McLeod (Sydafrika) | Riyadh Publik: 60 000 Domare: Ian McLeod (Sydafrika) |
| 17:50 AST | 17:50 AST   |              |         |                                            | Riyadh Publik: 60 000 Domare: Ian McLeod (Sydafrika) | Riyadh Publik: 60 000 Domare: Ian McLeod (Sydafrika) |

|           | 14 december | Australien | 0 – 0   | Brasilien | King Fahd International Stadium                          |                                                          |
| 20:00 AST | 20:00 AST   |            | Rapport |           | Riyadh Publik: 15 000 Domare: Lucien Bouchardeau (Niger) | Riyadh Publik: 15 000 Domare: Lucien Bouchardeau (Niger) |
| 20:00 AST | 20:00 AST   |            |         |           | Riyadh Publik: 15 000 Domare: Lucien Bouchardeau (Niger) | Riyadh Publik: 15 000 Domare: Lucien Bouchardeau (Niger) |
| 20:00 AST | 20:00 AST   |            |         |           | Riyadh Publik: 15 000 Domare: Lucien Bouchardeau (Niger) | Riyadh Publik: 15 000 Domare: Lucien Bouchardeau (Niger) |

|           | 16 december | Saudiarabien    | 1 – 0   | Australien | King Fahd International Stadium                            |                                                            |
| 17:50 AST | 17:50 AST   | Al-Khilaiwi 40′ | Rapport |            | Riyadh Publik: 55 450 Domare: Javier Castrilli (Argentina) | Riyadh Publik: 55 450 Domare: Javier Castrilli (Argentina) |
| 17:50 AST | 17:50 AST   |                 |         |            | Riyadh Publik: 55 450 Domare: Javier Castrilli (Argentina) | Riyadh Publik: 55 450 Domare: Javier Castrilli (Argentina) |
| 17:50 AST | 17:50 AST   |                 |         |            | Riyadh Publik: 55 450 Domare: Javier Castrilli (Argentina) | Riyadh Publik: 55 450 Domare: Javier Castrilli (Argentina) |

|           | 16 december | Brasilien                                         | 3 – 2   | Mexiko                 | King Fahd International Stadium                      |                                                      |
| 20:00 AST | 20:00 AST   | Romário 41′ (str.) Denílson 61′ Júnior Baiano 66′ | Rapport | Blanco 51′ Ramírez 90′ | Riyadh Publik: 20 000 Domare: Ian McLeod (Sydafrika) | Riyadh Publik: 20 000 Domare: Ian McLeod (Sydafrika) |
| 20:00 AST | 20:00 AST   |                                                   |         |                        | Riyadh Publik: 20 000 Domare: Ian McLeod (Sydafrika) | Riyadh Publik: 20 000 Domare: Ian McLeod (Sydafrika) |
| 20:00 AST | 20:00 AST   |                                                   |         |                        | Riyadh Publik: 20 000 Domare: Ian McLeod (Sydafrika) | Riyadh Publik: 20 000 Domare: Ian McLeod (Sydafrika) |

### Grupp B
| Nr | Lag                   | S | V | O | F | GM | IM | MS | P |
| -- | --------------------- | - | - | - | - | -- | -- | -- | - |
| 1  | Uruguay               | 3 | 3 | 0 | 0 | 8  | 4  | +4 | 9 |
| 2  | Tjeckien              | 3 | 1 | 1 | 1 | 9  | 5  | +4 | 4 |
| 3  | Förenade arabemiraten | 3 | 1 | 0 | 2 | 2  | 8  | −6 | 3 |
| 4  | Sydafrika             | 3 | 0 | 1 | 2 | 5  | 7  | −2 | 1 |

|           | 13 december | Förenade arabemiraten | 0 – 2   | Uruguay                     | King Fahd International Stadium                                    |                                                                    |
| 17:50 AST | 17:50 AST   |                       | Rapport | Olivera 45+2′ Pacheco 90+2′ | Riyadh Publik: 13 000 Domare: Ramesh Ramdhan (Trinidad och Tobago) | Riyadh Publik: 13 000 Domare: Ramesh Ramdhan (Trinidad och Tobago) |
| 17:50 AST | 17:50 AST   |                       |         |                             | Riyadh Publik: 13 000 Domare: Ramesh Ramdhan (Trinidad och Tobago) | Riyadh Publik: 13 000 Domare: Ramesh Ramdhan (Trinidad och Tobago) |
| 17:50 AST | 17:50 AST   |                       |         |                             | Riyadh Publik: 13 000 Domare: Ramesh Ramdhan (Trinidad och Tobago) | Riyadh Publik: 13 000 Domare: Ramesh Ramdhan (Trinidad och Tobago) |

|           | 13 december | Sydafrika                  | 2 – 2   | Tjeckien        | King Fahd International Stadium                           |                                                           |
| 20:00 AST | 20:00 AST   | Augustine 39′ Mkhalele 86′ | Rapport | Šmicer 19′, 40′ | Riyadh Publik: 7 500 Domare: Javier Castrilli (Argentina) | Riyadh Publik: 7 500 Domare: Javier Castrilli (Argentina) |
| 20:00 AST | 20:00 AST   |                            |         |                 | Riyadh Publik: 7 500 Domare: Javier Castrilli (Argentina) | Riyadh Publik: 7 500 Domare: Javier Castrilli (Argentina) |
| 20:00 AST | 20:00 AST   |                            |         |                 | Riyadh Publik: 7 500 Domare: Javier Castrilli (Argentina) | Riyadh Publik: 7 500 Domare: Javier Castrilli (Argentina) |

|           | 15 december | Förenade arabemiraten | 1 – 0   | Sydafrika | King Fahd International Stadium                     |                                                     |
| 17:50 AST | 17:50 AST   | H. Mubarak 5′         | Rapport |           | Riyadh Publik: 11 000 Domare: René Ortube (Bolivia) | Riyadh Publik: 11 000 Domare: René Ortube (Bolivia) |
| 17:50 AST | 17:50 AST   |                       |         |           | Riyadh Publik: 11 000 Domare: René Ortube (Bolivia) | Riyadh Publik: 11 000 Domare: René Ortube (Bolivia) |
| 17:50 AST | 17:50 AST   |                       |         |           | Riyadh Publik: 11 000 Domare: René Ortube (Bolivia) | Riyadh Publik: 11 000 Domare: René Ortube (Bolivia) |

|           | 15 december | Tjeckien  | 1 – 2   | Uruguay                  | King Fahd International Stadium                 |                                                 |
| 20:00 AST | 20:00 AST   | Siegl 89′ | Rapport | Olivera 26′ Zalayeta 88′ | Riyadh Publik: 9 000 Domare: Saad Mane (Kuwait) | Riyadh Publik: 9 000 Domare: Saad Mane (Kuwait) |
| 20:00 AST | 20:00 AST   |           |         |                          | Riyadh Publik: 9 000 Domare: Saad Mane (Kuwait) | Riyadh Publik: 9 000 Domare: Saad Mane (Kuwait) |
| 20:00 AST | 20:00 AST   |           |         |                          | Riyadh Publik: 9 000 Domare: Saad Mane (Kuwait) | Riyadh Publik: 9 000 Domare: Saad Mane (Kuwait) |

|           | 17 december | Förenade arabemiraten | 1 – 6   | Tjeckien                                              | King Fahd International Stadium                    |                                                    |
| 17:50 AST | 17:50 AST   | Al-Talyani 78′        | Rapport | Obaid 11′ (sjm.) Nedvěd 22′, 31′ Šmicer 42′, 68′, 71′ | Riyadh Publik: 8 000 Domare: René Ortube (Bolivia) | Riyadh Publik: 8 000 Domare: René Ortube (Bolivia) |
| 17:50 AST | 17:50 AST   |                       |         |                                                       | Riyadh Publik: 8 000 Domare: René Ortube (Bolivia) | Riyadh Publik: 8 000 Domare: René Ortube (Bolivia) |
| 17:50 AST | 17:50 AST   |                       |         |                                                       | Riyadh Publik: 8 000 Domare: René Ortube (Bolivia) | Riyadh Publik: 8 000 Domare: René Ortube (Bolivia) |

|           | 17 december | Uruguay                                | 4 – 3   | Sydafrika                           | King Fahd International Stadium                                   |                                                                   |
| 20:00 AST | 20:00 AST   | Silva 12′, 66′ Recoba 42′ Callejas 90′ | Rapport | Radebe 11′ Mkhalele 69′ Ndlanya 77′ | Riyadh Publik: 8 000 Domare: Ramesh Ramdhan (Trinidad och Tobago) | Riyadh Publik: 8 000 Domare: Ramesh Ramdhan (Trinidad och Tobago) |
| 20:00 AST | 20:00 AST   |                                        |         |                                     | Riyadh Publik: 8 000 Domare: Ramesh Ramdhan (Trinidad och Tobago) | Riyadh Publik: 8 000 Domare: Ramesh Ramdhan (Trinidad och Tobago) |
| 20:00 AST | 20:00 AST   |                                        |         |                                     | Riyadh Publik: 8 000 Domare: Ramesh Ramdhan (Trinidad och Tobago) | Riyadh Publik: 8 000 Domare: Ramesh Ramdhan (Trinidad och Tobago) |

## Utslagsspel

### Semifinaler
|           | 19 december | Brasilien               | 2 – 0   | Tjeckien | King Fahd International Stadium                          |                                                          |
| 15:15 AST | 15:15 AST   | Romário 54′ Ronaldo 83′ | Rapport |          | Riyadh Publik: 68 000 Domare: Lucien Bouchardeau (Niger) | Riyadh Publik: 68 000 Domare: Lucien Bouchardeau (Niger) |
| 15:15 AST | 15:15 AST   |                         |         |          | Riyadh Publik: 68 000 Domare: Lucien Bouchardeau (Niger) | Riyadh Publik: 68 000 Domare: Lucien Bouchardeau (Niger) |
| 15:15 AST | 15:15 AST   |                         |         |          | Riyadh Publik: 68 000 Domare: Lucien Bouchardeau (Niger) | Riyadh Publik: 68 000 Domare: Lucien Bouchardeau (Niger) |

|           | 19 december | Uruguay | 0 – 1 (e.fl.) | Australien | King Fahd International Stadium                           |                                                           |
| 19:00 AST | 19:00 AST   |         | Rapport       | Kewell 92′ | Riyadh Publik: 22 000 Domare: Nikolai Levnikov (Ryssland) | Riyadh Publik: 22 000 Domare: Nikolai Levnikov (Ryssland) |
| 19:00 AST | 19:00 AST   |         |               |            | Riyadh Publik: 22 000 Domare: Nikolai Levnikov (Ryssland) | Riyadh Publik: 22 000 Domare: Nikolai Levnikov (Ryssland) |
| 19:00 AST | 19:00 AST   |         |               |            | Riyadh Publik: 22 000 Domare: Nikolai Levnikov (Ryssland) | Riyadh Publik: 22 000 Domare: Nikolai Levnikov (Ryssland) |

### Match om tredjepris
|           | 21 december | Tjeckien   | 1 – 0   | Uruguay | King Fahd International Stadium                          |                                                          |
| 17:50 AST | 17:50 AST   | Lasota 63′ | Rapport |         | Riyadh Publik: 27 000 Domare: Lucien Bouchardeau (Niger) | Riyadh Publik: 27 000 Domare: Lucien Bouchardeau (Niger) |
| 17:50 AST | 17:50 AST   |            |         |         | Riyadh Publik: 27 000 Domare: Lucien Bouchardeau (Niger) | Riyadh Publik: 27 000 Domare: Lucien Bouchardeau (Niger) |
| 17:50 AST | 17:50 AST   |            |         |         | Riyadh Publik: 27 000 Domare: Lucien Bouchardeau (Niger) | Riyadh Publik: 27 000 Domare: Lucien Bouchardeau (Niger) |

### Final
|           | 21 december | Brasilien                                          | 6 – 0   | Australien | King Fahd International Stadium                           |                                                           |
| 21:00 AST | 21:00 AST   | Ronaldo 15′, 27′, 59′ Romário 38′, 53′, 75′ (str.) | Rapport |            | Riyadh Publik: 65 000 Domare: Pirom Un-Prasert (Thailand) | Riyadh Publik: 65 000 Domare: Pirom Un-Prasert (Thailand) |
| 21:00 AST | 21:00 AST   |                                                    |         |            | Riyadh Publik: 65 000 Domare: Pirom Un-Prasert (Thailand) | Riyadh Publik: 65 000 Domare: Pirom Un-Prasert (Thailand) |
| 21:00 AST | 21:00 AST   |                                                    |         |            | Riyadh Publik: 65 000 Domare: Pirom Un-Prasert (Thailand) | Riyadh Publik: 65 000 Domare: Pirom Un-Prasert (Thailand) |

## Statistik

### Målskyttar
7 mål
- Romário

5 mål
- Vladimir Smicer

4 mål
- Ronaldo Luís Nazário de Lima

### Fotnoter
1. ↑  ”King Fahd International Sports Stadium”. Saudi Arabian Market Information Resource. Arkiverad från originalet den 13 november 2011. https://web.archive.org/web/20111113083415/http://www.saudinf.com/main/h52.htm. Läst 13 januari 2013.